# Brandon Beresford
Brandon Beresford, né le 15 juillet 1992 à Loma Linda, est un footballeur international guyanien jouant poste de milieu relayeur.

## Biographie

### En sélection
En juin 2019, il est retenu par le sélectionneur Michael Johnson afin de participer à la Gold Cup organisée aux États-Unis, en Jamaïque et au Costa Rica.

## Palmarès
- Slingerz FC
  - Guyana Mayors Cup
    - Vainqueur : 2015